# 勒内·克莱芒
勒内·克莱芒（法語：René Clément，法語：[ʁəne klemɑ̃]，1913年3月18日—1996年3月17日）是一位法國電影導演，代表作為《禁忌的遊戲》。

## 外部連結
- 勒内·克莱芒在互联网电影资料库（IMDb）上的資料（英文）
- 勒内·克莱芒在豆瓣上的资料（简体中文）